# Llista de golejadors de la Copa espanyola d'hoquei sobre patins masculina 2009
Llista completa de gols marcats a la Copa espanyola d'hoquei patins masculina 2009 segons jugador i equip corresponent:
| Jugador          | Equip                  | Gols |
| ---------------- | ---------------------- | ---- |
| Marc Torra       | Roncato Vic            | 5    |
| Josep Lamas      | Liceo Vodafone         | 3    |
| Pablo Álvarez    | Liceo Vodafone         | 2    |
| Jordi Bargalló   | Liceo Vodafone         | 2    |
| Alberto Borregán | Barcelona Sorli Discau | 2    |
| David Páez       | Barcelona Sorli Discau | 2    |
| "Titi" Roca      | Roncato Vic            | 2    |
| Lluís Teixidó    | Barcelona Sorli Discau | 2    |
| Jordi Adroher    | Roncato Vic            | 1    |
| Xavi Armengol    | Viva Hàbitat Blanes    | 1    |
| Ton Baliu        | Proinosa Igualada      | 1    |
| David Busquets   | Proinosa Igualada      | 1    |
| Jordi Casanovas  | Proinosa Igualada      | 1    |
| Jordi García     | Alnimar Reus Deportiu  | 1    |
| Francesc Gil     | Grup Castillo Lleida   | 1    |
| Pedro Gil        | Alnimar Reus Deportiu  | 1    |
| Marc Gual        | Alnimar Reus Deportiu  | 1    |
| Miquel Masoliver | Barcelona Sorli Discau | 1    |
| Sergi Panadero   | Barcelona Sorli Discau | 1    |
| Toni Sánchez     | Alnimar Reus Deportiu  | 1    |